# Wayne Cheesman
Pour les articles homonymes, voir Cheesman.
Wayne Cheesman (né le 30 juillet 1946 à Oshawa, en Ontario au Canada) est un ancien joueur de hockey sur glace canadien qui évoluait en position d'ailier gauche. En 1967, il est choisi en première ronde, quatrième choix au total, par les North Stars du Minnesota lors du  repêchage amateur de la Ligue nationale de hockey (LNH). Cependant, il joue jamais au niveau professionnel.